# Хроніка ночі
«Хроніка ночі» (рос. «Хроника ночи») — білоруський радянський художній фільм 1972 року режисера Олексія Спєшнєва.

## Сюжет
Літак, який іде на Африку, потрапляє до рук найманих вбивць. Їх мета — перешкодити радянському лікарю потрапити в Легу, де він повинен оперувати вождя визвольного руху. Після вбивства пілота події розвиваються стрімко...

## У ролях
- Анатолій Ромашин
- Джемма Фірсова
- Зана Заноні
- Клара Юсупжанова
- Олександр Вокач
- Тетяна Конюхова
- Аудріс Хадаравичюс
- Юхим Копелян
- Арніс Ліцитіс
- Ольга Гобзева
- Ян Арлазоров
- Анатолій Мазловскій
- Фелікс Ейнас
- Волдемарс Акуратерс
- Паул Буткевич
- Валерій Погорельцев

## Творча група
- Сценарій і постановка: Олексій Спєшнєв
- Оператор: Юрій Марухін
- Композитор: Лев Солин